# Motown Blood EP
Motown Blood EP är en EP av det svenska rockbandet Mando Diao, utgiven 2002 som bandets första realese. Senare samma år släppte de debutalbumet Bring 'em In. Låten "A Picture of 'em All" är den första låten som spelades in med den nuvarande uppsättningen av Mando Diao.

## Låtlista
1. "Motown Blood" - 2:05
2. "Little Boy Jr" - 2:55
3. "Lady" - 2:31
4. "A Picture of 'em All" - 2:30